# شبكيات الأبواغ
شبكيات الأبواغ (الاسم العلمي Peronosporales)، رتبة فطور من طائفة الطلائعيات البيضية.